# Stortjärnet (Svanskogs socken, Värmland)
Stortjärnet är en sjö i Säffle kommun i Värmland och ingår i Göta älvs huvudavrinningsområde. Sjön har en area på 0,0905 kvadratkilometer och ligger 175,1 meter över havet.

## Delavrinningsområde
Stortjärnet ingår i det delavrinningsområde (657350-131624) som SMHI kallar för Utloppet av Eldan. Medelhöjden är 138 meter över havet och ytan är 48,28 kvadratkilometer. Räknas de 27 avrinningsområdena uppströms in blir den ackumulerade arean 330,18 kvadratkilometer. Lillälven (Börkusälven) som avvattnar avrinningsområdet har biflödesordning 3, vilket innebär att vattnet flödar genom totalt 3 vattendrag innan det når havet efter 240 kilometer. Avrinningsområdet består mestadels av skog (69 procent). Avrinningsområdet har 6,54 kvadratkilometer vattenytor vilket ger det en sjöprocent på 13,5 procent.